# Susqueda
Susqueda település Spanyolországban, Girona tartományban. Susqueda Les Planes d'Hostoles, Amer, La Cellera de Ter, Osor, Sant Hilari Sacalm és Rupit i Pruit községekkel határos. Lakosainak száma 97 fő (2024).

## Népesség
A település népessége az elmúlt években az alábbi módon változott:
| Lakosok száma | 388  | 603  | 621  | 220  | 64   | 111  | 130  | 95   | 101  | 97   |
|               | 1717 | 1900 | 1940 | 1965 | 1991 | 2004 | 2009 | 2014 | 2019 | 2024 |